# Unione

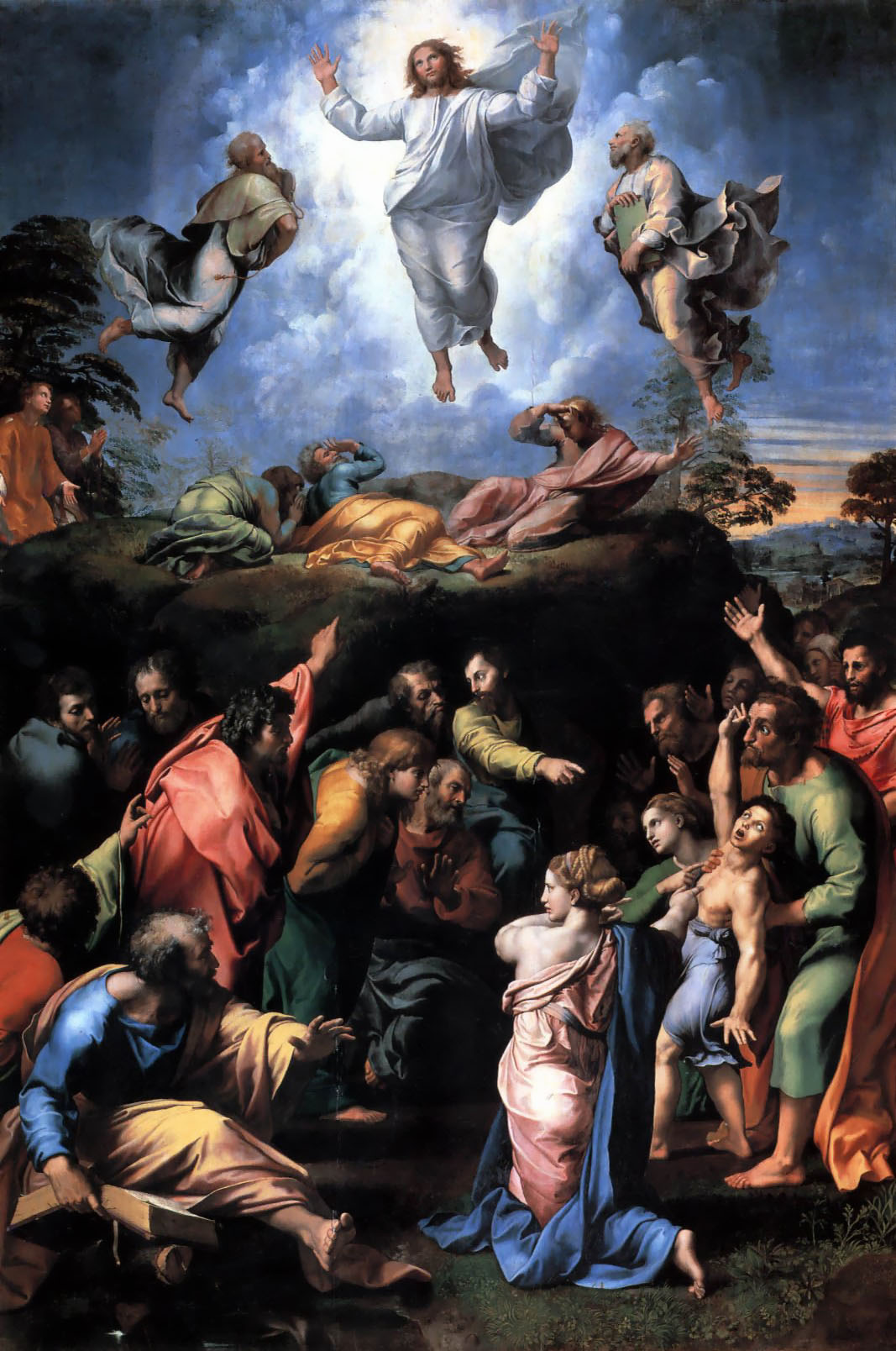
Transfiguração, 1518–1520, Museus Vaticanos. A pintura apresenta as técnicas: unione e chiaroscuro.

O unione (pronúncia italiana: ['uŋjonɛ]) é um dos quatro modos de pintura canônica do Renascimento, junto com o sfumato, o chiaroscuro e o cangiante. O unione é caracterizado por uma variação do sfumato que mantém as cores vibrantes.
Rafael Sanzio foi um expoente da técnica, como pode ser visto em A Bela Jardineira ou Alba Madonna.
Há quem afirme que Rafael foi o artista central no desenvolvimento das técnicas do chiaroscuro e do unione.